# 糖霜谱

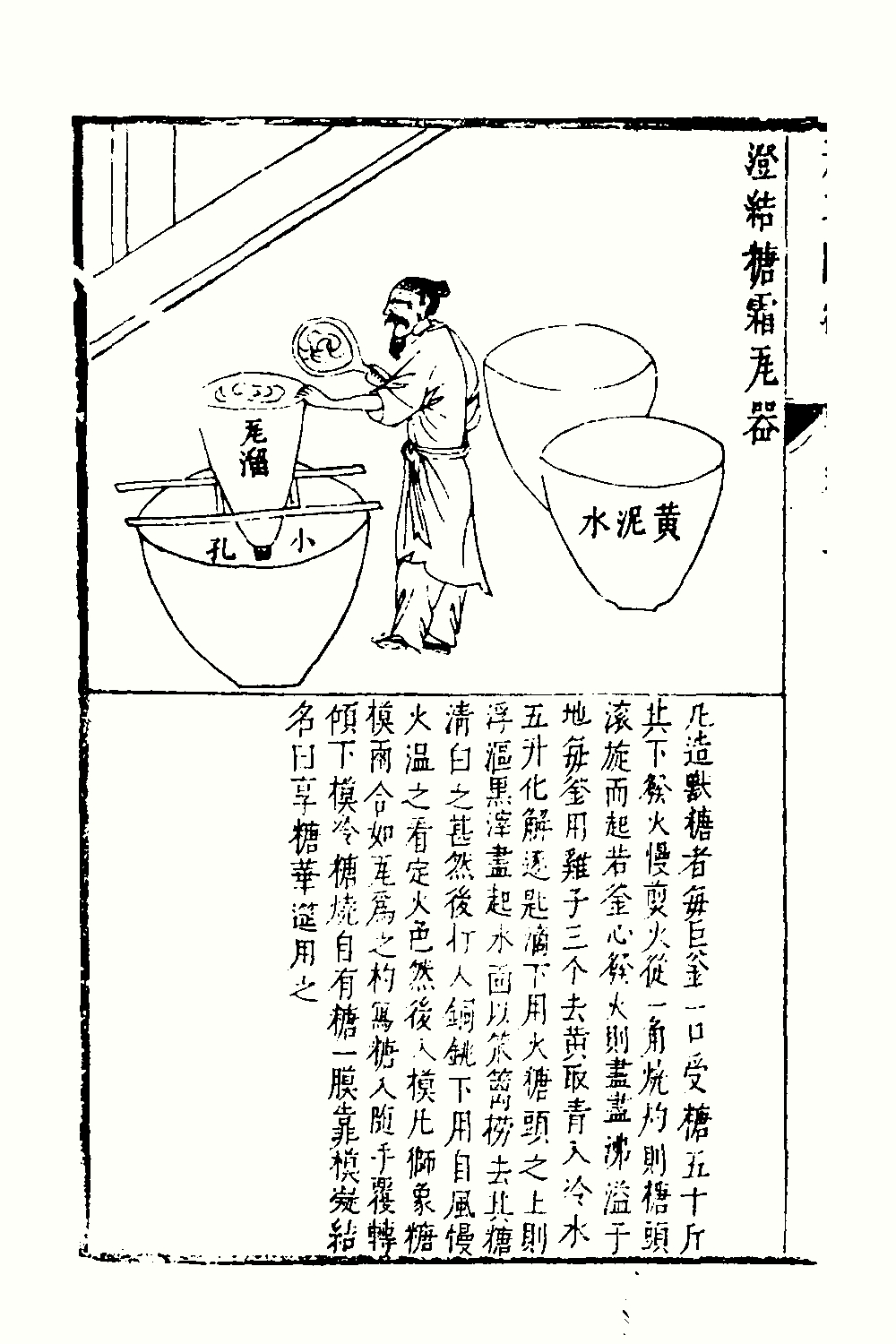
天工开物澄糖霜瓦器图

《糖霜谱》是世界上第一部关于糖的专著，中国宋代王灼著于紹興二十四年（1154年），全文共七篇。其中僅首篇有標題「原委第一」，敍述糖霜概況及源由。自第二篇以後均無標題，其主要內容則分別是：第二篇為以蔗為糖的始末；第三篇為種植甘蔗；第四篇為造糖器具；第五篇為結霜方法；第六篇為糖霜結或不結的運道及其相關事務；第七篇為糖霜性味及各種食用方法。

## 各篇主要內容
- 第一篇 
  - “糖霜一名糖冰，福唐、四明、番禺、广汉、遂宁有之”；遂宁所出产的糖霜为全国之冠。
  - 唐代大历 （766年-779年）年间邹和尚创制糖霜，糖霜户奉邹和尚为糖霜之祖。
- 第二篇
  - 唐书载唐太宗派遣使臣到摩揭陀取熬糖法，此后昭阳州所出产的糖霜，质量比来自西域的好得多。
  - 《本草》记载“练糖和牛乳为石蜜”。
  - 苏东坡过金山寺送遂宁僧圆宝诗:“冰盘荐琥珀，何似糖霜美”；黄山谷在戎州作颂答雍熙光长老寄糖霜诗：“远寄糖霜知有味，胜于崔洁水晶盐。”“糖霜”一词最早见苏黄二公诗中。
- 第三篇
  - 甘蔗分四种：西蔗、红蔗、杜蔗等四种，红蔗只能供食用，西蔗、杜蔗都能用于制造糖霜，但西蔗所产糖霜不如杜蔗糖霜味厚。
  - 种甘蔗方法
- 第四篇
  - 列举制糖霜的工具：蔗镰、蔗凳、木叉、蔗辗、榨斗、榨盘、榨床等。
- 第五篇
  - 叙述糖水结霜法。
- 第六篇
  - 糖水结霜，产量有多有少。
- 第七篇
  - 论糖霜的性味和用糖霜制食品的方法。

## 典籍对糖霜谱的介绍
洪迈在《容斋随笔·糖霜谱》1一文中对《糖霜谱》作了详细介绍，并加入自己的评论和考据，可视为同时代学者的重要旁注：
- “糖霜之名唐以前未见”，来自洪迈自己的考核。
- “唐赤土国用甘蔗作酒，杂以紫瓜根是也。”，来自洪迈自己的考据。
- “甘蔗所在皆植，独福唐、四明、番禺、广汉、遂宁有糖冰，而遂宁为冠……四郡所产甚微……亦皆起于近世。”，由“甘蔗所在皆植”一句可知在宋代甘蔗的种植相当普遍；又知福唐等四郡的糖霜产量很低，遂宁产量高质量好。
- “遂宁王灼作《糖霜谱》七篇，具载其说，余采取之以广闻见。”，由此可知王灼是遂宁人。

^  注解1：《容斋随笔·容斋五笔卷六第四则·糖霜谱》

## 版本
1. 《糖霜谱》被收入四库全书，有纪昀作《提要》。
2. 《学津讨源》本
3. 《丛书集成》本
4. 季羡林著《文化交流的軌跡-中华蔗糖史》第六章《宋代的甘蔗种植和制糖霜术》录得《糖霜谱》全文